# LANPA
LANPA（ランパ）は、かつて日本で活躍していた音楽バンド。

## 概要
1989年、大阪府で結成。翌1990年5月26日、TBSテレビの『三宅裕司のいかすバンド天国』に出場（因みにこの番組はLANPAの地元・大阪では放送されていなかった）。それまでのイカ天キング（20代目）のSOLID BONDがプロデビューが決まり、実質上プロバンドとなったことで自ら辞退を申し入れたことで、出場10バンドの中から選ばれたLANPAが“不戦勝”のような形でそのまま21代目イカ天キングとなった。
タテノリや、色物の出場も多かったイカ天に、1970年代・1980年代のニューミュージックを思わせるサウンドも持つLANPAの出場は一石を投じる形となった。4週勝ち抜いてグランドイカ天キングに王手をかけるも、その5週目で同じ大阪からやってきたバンド、悪名エレキショーに0対7で敗れる。
1991年2月21日、テイチクエンタテインメントからアルバム『水の上のPEDESTRIAN』をリリースしメジャーデビュー。当初、メンバーは5人で活動していたが後に八千代を含む2人のみの活動になる。
1994年頃解散。八千代は同じLANPAのメンバーであり、現在の夫である平松靖とのユニット「NAP ON MONDAY」、小倉博和・佐橋佳幸との3人ユニット「SOY」を経て、現在はサザンオールスターズのサポートメンバー、ソロで活躍している。

## メンバー
- 八千代 （ボーカル）
- 平松靖 （ギター）
- 玉置浩二[注釈 1]（ギター）

脱退後はセッション･ミュージシャンとして活動。劇団惑星ピスタチオの演劇伴奏などに参加。
- 小川喜昌 （ベース）
- 中本好己 （ドラム、パーカッション）

脱退後はセッション･ミュージシャンとして活動。劇団惑星ピスタチオの演劇伴奏などに参加。
- - 後期には、このうち2人のみの活動となっていた。

## ディスコグラフィー

### シングル
- LOCH SENU （1991年4月21日、C/W『JELLYFISH』）
- この海と空 （1992年1月22日、C/W『All My Love』） 
  - 「All My Love」の作詞は及川眠子。ムーンライダースの岡田徹、白井良明が曲を提供。
- 心のアラームを止めて （1992年11月21日、C/W『月の人魚』）
  - メイン曲の作詞は丸山圭子。
- 昨日の残像 （1993年6月23日、C/W『とある近景』 
  - 吉田美奈子、ゴンチチが曲を提供。

### アルバム
- 水の上のPEDESTRIAN （1991年2月21日）
  - LOCH SENU／水の上のPEDESTRIAN／RANDOM POLE／JELLYFISH／NOW BE QUIET／サディスティックな鳥のように／大地に雨／MOONLIGHT MADNESS／記憶の森／BLUE OYSTER／あの時の私達は
- 世界の秘密〜Young Person's Guide To This Feeling〜（1992年2月21日） 
  - Mouri／恋の粘土／天使のDIVE／この海と空／ALL MY LOVE／移動遊園地／Valentine Holy／楽しい暮し／熊使いの男／Francesco
- 画家の恋人 （1993年6月23日）
  - 昨日の残像／とある近景／ブルーな予感／結末はスティングのように／YESTERMORROWの休日／一段高い窓から／夜の虹／月の人魚／MIRROR GAME／FOR NEW BORN CHILD／心のアラームをとめて

## タイアップ一覧
| 年     | 曲名        | タイアップ                                      |
| ------ | ----------- | ----------------------------------------------- |
| 1992年 | この海と空  | テレビ朝日系『いいな世界WA!』エンディングテーマ |
| 1992年 | All My Love | NKKグループ企業篇CFソング                       |